# 조지 호지슨
조지 리치 호지슨(George Ritchie Hodgson, 1893년 10월 12일 ~ 1983년 5월 1일)은 20세기 초반에 나타난 캐나다의 수영 선수로 1912년 스톡홀름 올림픽 400m-1500m 자유형 금메달리스트였다.

## 생애
몬트리올에서 태어나 1912년 맥길 대학교에 입학하였고, 수영과 수구 팀의 선수로 활약하였다.
1916년 과학사를 취득하면서 졸업하였다.

## 경력
1984년까지 단 하나의 캐나다 수영 금메달리스트였던 호지슨은 별로 오래 출전하지 않았으나, 3년 동안 수영을 하면서 스톡홀름 올림픽에서 400m와 1500m 자유형에서 각각 5분 24.4초와 22분 00.0초의 기록을 세워 우승을 포함하여 경주를 패한 적이 없다.
그는 경주의 첫 라운드에서 22분 23.0초의 세계 기록을 세웠다. 당시 18세 밖에 안 되었던 그는 경기 후에 은퇴하였다.
그의 400m 기록은 1924년 자니 와이즈뮬러에 의하여 깨졌다.
89세의 나이로 몬트리올에서 사망하였다.

## 명예
1949년 캐나다 아마추어 스포츠 명예의 전당, 1968년 국제 수영 명예의 전당, 1996년 맥길 대학교 스포츠 명예의 전당에 헌액되었다.

## 같이 보기
- 올림픽 수영 남자 메달리스트 목록
- 수영 자유형 1500m 세계 기록 추이